# Niceta (generale bizantino)
Niceta (... – VII secolo) è stato un generale bizantino.

## Biografia
Niceta era figlio del generale Gregorio, nipote dell'esarca d'Africa Eraclio il Vecchio e cugino del futuro imperatore Eraclio, e viveva in Africa con la sua famiglia. Nel 608 l'esarca d'Africa Eraclio il Vecchio, suo zio, si rivoltò all'Imperatore Foca e anche Niceta aderì alla rivolta, venendo messo a capo di un esercito che attaccò l'Egitto nel tentativo di strapparlo a Foca: Niceta si provò un abile generale sconfiggendo i generali posti da Foca a difesa dell'Egitto e conquistandolo per Eraclio. Secondo alcune fonti, Niceta e suo cugino Eraclio avevano fatto una scommessa: chi tra i due sarebbe riuscito a deporre per primo Foca sarebbe diventato imperatore; tuttavia questa notizia è ritenuta inattendibile dalla storiografia moderna. Nell'ottobre 610 Eraclio raggiunse Costantinopoli e rovesciò Foca, venendo incoronato nuovo imperatore. Niceta invece non raggiunse Costantinopoli prima del 612, venendo accolto benevolmente dal cugino imperatore.
Nominato comes excubitorum il 5 dicembre 612, succedendo a Prisco, caduto in disgrazia presso Eraclio proprio in occasione dell'arrivo di Niceta a Costantinopoli, Niceta fu posto a capo di parte delle truppe bizantine impegnate in Oriente contro i Persiani e tentò con Eraclio di liberare Antiochia dai Persiani, ma senza successo. Nel 614 inviò a Costantinopoli la Santa Lancia e la Santa Spugna, e contrastò, secondo Agapio con qualche successo, l'avanzata persiana in Siria e Palestina: dopo che i Persiani avevano conquistato Antiochia, Apamea, Emesa e Cesarea, infatti, essi subirono una sconfitta per opera di Niceta. E forse, proprio per celebrare tale successo (che però non ebbe seguito), che a Costantinopoli intorno a quei tempi furono erette delle statue in onore di Niceta.
Dopo la caduta in Gerusalemme in mano persiana (614), un'armata persiana invase l'Egitto, nel 616 o nel 619. Niceta, nominato da Eraclio dux et Augustalis Alexandriae e posto a difesa dell'Egitto, diocesi strategicamente importante per l'Impero in quanto costituiva il suo "granaio", tentò di arrestare l'avanzata persiana verso Alessandria, ma senza successo. Poco prima della resa di Alessandria, assediata dai Persiani, Niceta fuggì con il patriarca di Alessandria a Cipro, per poi recarsi a Costantinopoli. Gli avvenimenti successivi della vita di Niceta non sono stati tramandati dalle fonti storiche.